# 11:11 (álbum de Maluma)
11:11 es el cuarto álbum de estudio del cantante colombiano Maluma, fue lanzado el 17 de mayo de 2019 bajo el sello Sony Music Latin. Compuesto por 16 temas cuenta con las colaboraciones de Ricky Martin, Ozuna, Nicky Jam, Zion & Lennox, Sech, Ty Dolla $ign, Chencho Corleone de Plan B, Farina y Madonna, con la que anteriormente ya había colaborado para Medellín y B*tch I'm Loca.
El cantante hizo el anuncio del álbum a través de sus redes sociales el 1 de mayo de 2019.

## Lista de canciones
| N.º | Título                               | Duración |  |
| 1.  | «11 PM»                              | 4:18     |  |
| 2.  | «HP»                                 | 3:04     |  |
| 3.  | «No se me quita» (con Ricky Martin)  | 3:39     |  |
| 4.  | «Dispuesto» (con Ozuna)              | 2:42     |  |
| 5.  | «No puedo olvidarte» (con Nicky Jam) | 3:11     |  |
| 6.  | «Me enamoré de ti»                   | 3:19     |  |
| 7.  | «Extráñandote» (con Zion & Lennox)   | 3:45     |  |
| 8.  | «SHH (Calla')»                       | 2:57     |  |
| 9.  | «Dinero tiene cualquiera»            | 3:26     |  |
| 10. | «Soltera» (con Madonna)              | 3:08     |  |
| 11. | «Te quiero»                          | 3:49     |  |
| 12. | «Instinto natural» (con Sech)        | 3:14     |  |
| 13. | «Tu vecina» (con Ty Dolla Sign)      | 3:19     |  |
| 14. | «La flaca» (con Chencho Corleone)    | 2:40     |  |
| 15. | «Puesto pa' ti» (con Farina)         | 3:23     |  |
| 16. | «Déjale saber»                       | 3:17     |  |

## Certificaciones
| País           | Organismo certificador | Certificación      | Ventas certificadas | Ref   |
| -------------- | ---------------------- | ------------------ | ------------------- | ----- |
| Brasil         | Pro-Música Brasil      | Oeo                | 20 000              | [ 7 ] |
| Estados Unidos | RIAA                   | 5x Platino (Latin) | 300 000             | [ 8 ] |
| México         | AMPROFON               | 3× Platino         | 180 000             | [ 9 ] |